# Instituut Verantwoord Medicijngebruik
Het Instituut Verantwoord Medicijngebruik (IVM) heeft tot doel de kwaliteit, veiligheid en betaalbaarheid van het geneesmiddelengebruik in Nederland te verbeteren. Het instituut is 1994 opgericht door de Landelijke Huisartsen Vereniging (LHV) en de Koninklijke Nederlandse Maatschappij ter bevordering der Pharmacie (KNMP) onder de naam Stichting Doelmatige Geneesmiddelenvoorziening (DGV). In 2010 werd de naam van de stichting DGV gewijzigd in Instituut Verantwoord Medicijngebruik (IVM). Voor internationale activiteiten gebruikt het IVM de naam Dutch Institute for Rational Use of Medicine. De medewerkers hebben een medische, farmaceutische of organisatiekundige achtergrond. Het instituut, met als motto "IVM maakt je beter", werkt zonder winstoogmerk. Het houdt kantoor in Utrecht.   

## Werkzaamheden
Het IVM vertaalt beleid en wetenschap naar praktische adviezen voor iedereen die met medicijnen te maken heeft om de farmaceutische zorg, het voorschrijfgedrag en de medicatieveiligheid te verbeteren. Kernwaarden als maatschappelijk, onafhankelijk, praktijkgericht, klantgericht en deskundig dienen als leidraad bij het aannemen van opdrachten. Zorginstellingen worden ondersteund om de medicatieveiligheid waar nodig te verbeteren.
Het IVM ondersteunt zorgprofessionals met de volgende programma's:
- Farmacotherapieoverleg (FTO)
- Monitor Voorschrijven Huisartsen (MVH)
- Voorkomen Medicatie-incidenten (VMI)
- MedicijnBalans, informatie over nieuwe geneesmiddelen
- IVM-academie voor voorlichting, nascholing en e-learning met betrekking tot patiëntenvoorlichting, onderzoek, implementatie, medicatieadvies en organisatieadvies.

### Websites
Het IVM onderhoudt websites met informatie over geneesmiddelen in het verkeer, opiaten en kindermedicatie. Meldpunt Medicijnen is een website waar medicijngebruikers (anoniem) zowel hun positieve als negatieve ervaringen met medicijnen kunnen delen en ervaringen van anderen kunnen inzien. Dit meldpunt bestaat sinds 2004.

### Meldpunt medicatie-incidenten
In fuseerde 2021 het 'Portaal voor Patiëntveiligheid' met het Instituut Verantwoord Medicijngebruik (IVM). De activiteiten zijn ondergebracht in het programma Voorkomen Medicatie-Incidenten (VMI), een meldpunt waar zorgorganisaties en individuele zorgverleners medicatie-incidenten kunnen melden. VMI verzamelt en analyseert deze meldingen om risico’s in de zorgprocessen zichtbaar te maken. De risico’s die VMI signaleert worden gemeld aan zorgverleners, onder andere door middel van 'Praktijkprikkels'. Door informatie over incidenten te verspreiden en te voorzien van aanbevelingen hoe ze te voorkomen, kunnen zorgorganisaties en zorgverleners van elkaar leren.